# Clidemia rubra
Clidemia rubra là một loài thực vật có hoa trong họ Mua. Loài này được (Aubl.) Mart. mô tả khoa học đầu tiên năm 1829.

## Hình ảnh

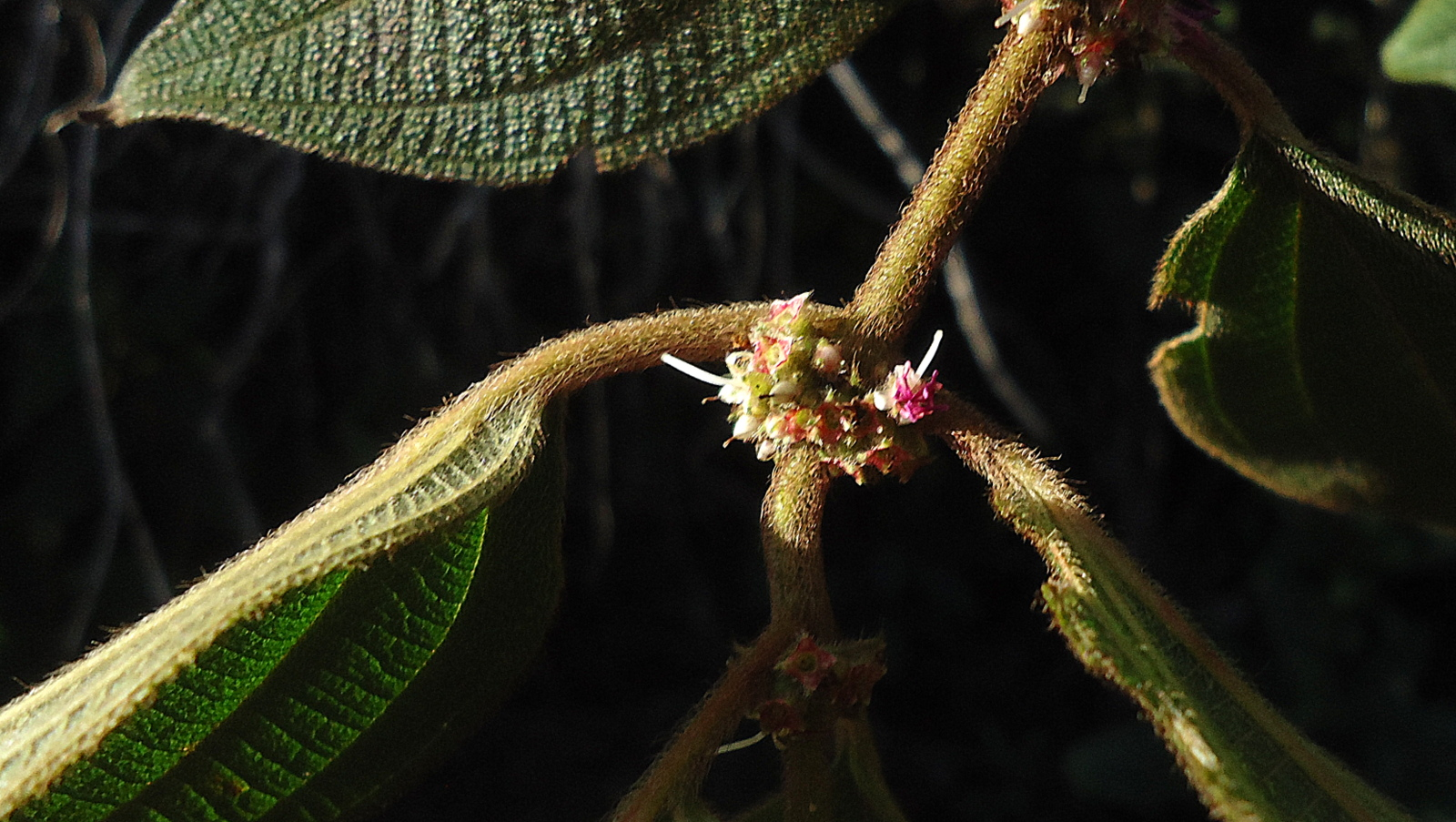
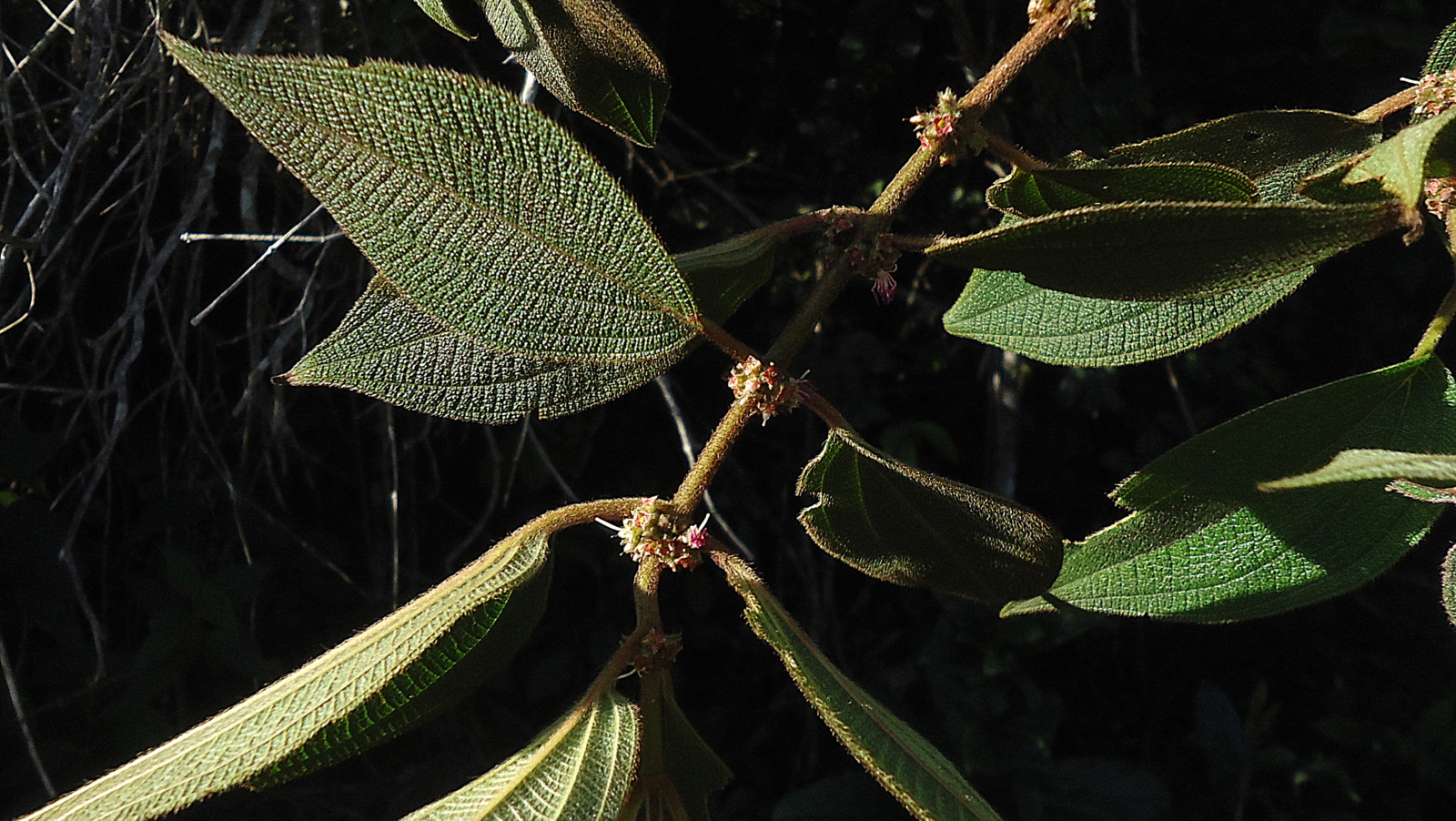
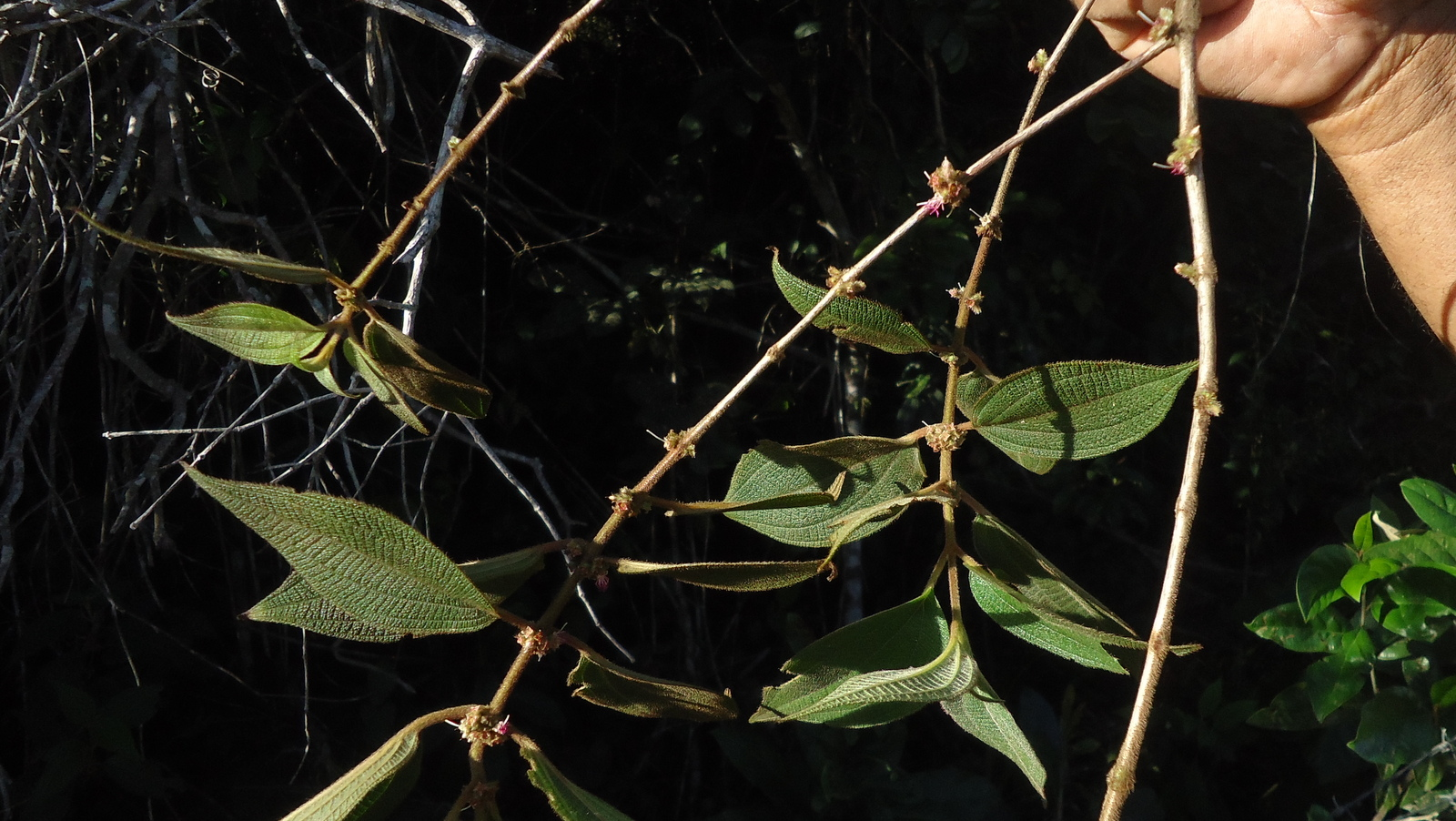
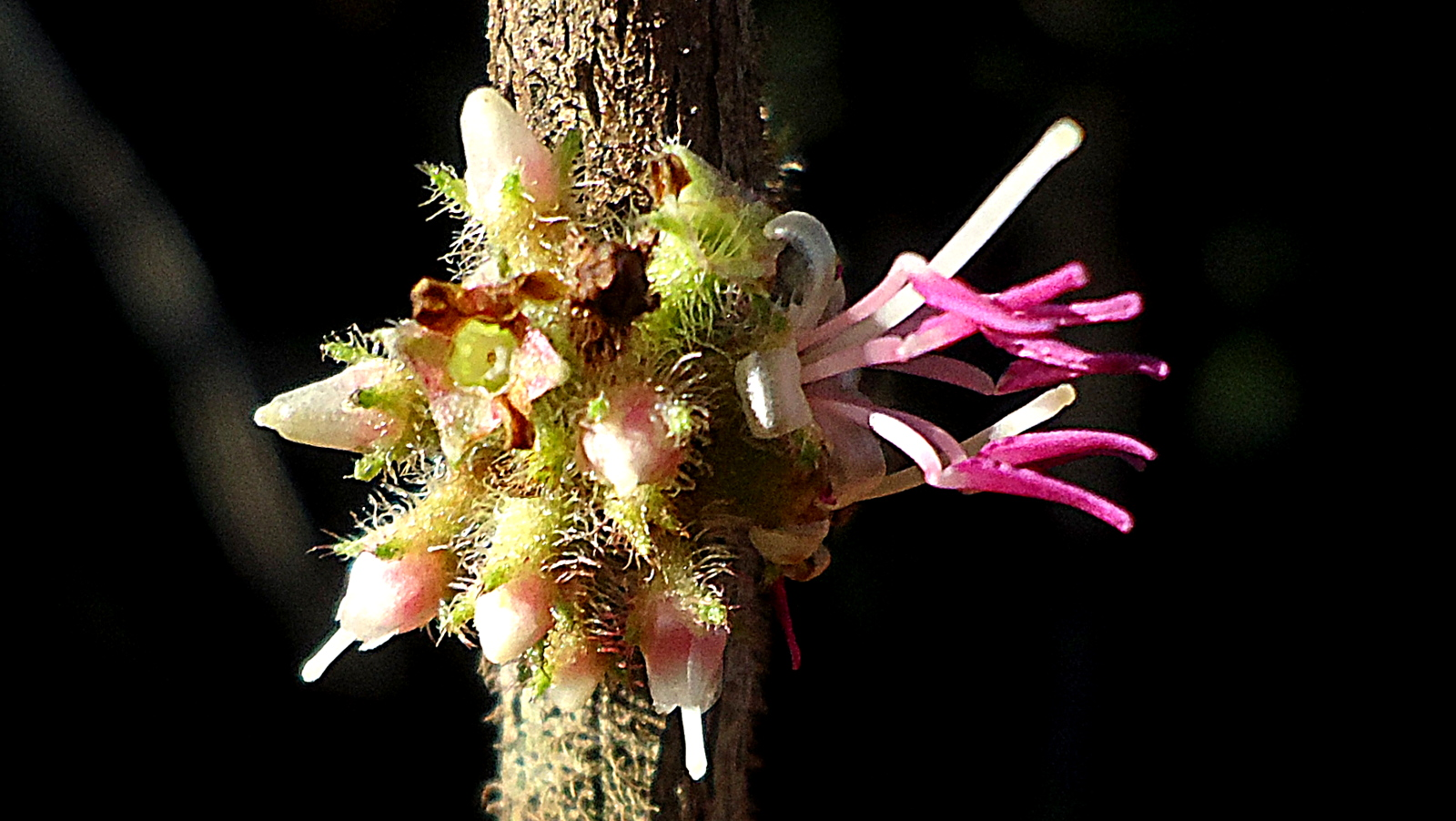